# Музей „Джулия ди Бароло“ (Торино)
Музеят „Джулия ди Бароло“ (на италиански: Museo Giulia di Barolo) е безплатен образователен музей в град Торино, Северна Италия, посветен на живота и делото на маркизата–филантроп от 18 – 19 век Джулия ди Бароло.

## История
Музеят е посветен на живота и на личността на маркиза Джулия (Жулиет) Колбер Фалети ди Бароло.
Намира се в „Института на сестрите на Св. Мария Магдалена“, седалище на религиозната конгрегация „Дъщери на Исус Добър пастир“. Тя е основана през 1833 г. от самата маркиза, посветила живота си на реабилитацията на бивши затворнички и на маргинализирани жени. Някои от тях откриват във вярата истинския смисъл на живота и проявяват желание да служат на Бога. Така на 14 септември 1833 г. се ражда конгрегацията „Сестри на св. Мария Магдалена“, днешна „Дъщери на Исус добър пастир“.
Джулия ди Бароло основава различни образователни и социални институти, включително и първото ядро на Института на име „Убежището“, създадено през 1823 г. в торинския квартал Валдоко.
Тя финансира построяването на манастир в торинския квартал Валдоко – майчина къща на новото религиозно семейство, на което е поверено образованието на момичета в неравностойно социално положение, наричани „Магдалинки“.

## Колекция
В музея са изложени предмети, изображения, писания и фотографии, илюстриращи живота и дейността на маркизата.
Проследявайки нейния живот, събитията, свързани с него и личностите, с които тя се е срещала, човек има впечатление, че преживява историята на Торино в края на 18 и първата половина на 19 век. Салонът на Джулия ди Бароло в Палат Бароло навремето е един от най-известните културни центрове в Пиемонт и в него се събират най-големите таланти на времето и най-важните представители на политическия живот: Силвио Пелико (който живее в Палат Бароло до смъртта си), Камило Бенсо – граф на Кавур, Чезаре Балбо, Виторио Алфиери и др.
Раздел от музея е посветен и на дейността на Института: там са събрани предмети от ежедневието от онова време, инструменти за флорални композиции и рецепти за билкови лекарства.

## Полезна информация
Музеят е безплатен. За посещението му е необходимо обаждане на асоциация Воларте (Associazione Volarte c/o Idea Solidale, бул. Новара 64, 10152 Торино, тел. 0110702110).
До него се стига с автобуси n. 11 и 12 и с трамвай N. 10.